# Modena Football Club 1979-1980
Questa pagina raccoglie le informazioni riguardanti il Modena Football Club nelle competizioni ufficiali della stagione 1979-1980.

## Stagione
Dopo le due consecutive retrocessioni, nella stagione 1979-80 il Modena vince il girone B di Serie C2, ottenendo il primo posto con 49 punti in classifica che sancisce la promozione in Serie C2. Il Trento era giunto secondo ad un punto dai canarini, quindi con 48 punti insieme al Padova, nello spareggio vittoria dei trentini (5-4) dopo i calci di rigore.

## Rosa
| N. |                   | Ruolo | Calciatore        |
| -- | ----------------- | ----- | ----------------- |
|    | Italia (bandiera) | C     | Claudio Begnis    |
|    | Italia (bandiera) | A     | Cosimo Corallo    |
|    | Italia (bandiera) | C     | Franco Cresci     |
|    | Italia (bandiera) | C     | Stefano Cuoghi    |
|    | Italia (bandiera) | P     | Lauro Davoli      |
|    | Italia (bandiera) | P     | Bruno Fantini     |
|    | Italia (bandiera) | D     | Emilio Franchini  |
|    | Italia (bandiera) | D     | Mario Garito      |
|    | Italia (bandiera) | C     | Maurizio Guidazzi |
|    | Italia (bandiera) | C     | Cesare Maestroni  |

| N. |                   | Ruolo | Calciatore           |
| -- | ----------------- | ----- | -------------------- |
|    | Italia (bandiera) | D     | Andrea Mazza         |
|    | Italia (bandiera) | D     | Paolo Mazzeni        |
|    | Italia (bandiera) | A     | Stefano Muratori     |
|    | Italia (bandiera) | A     | Roberto Notari       |
|    | Italia (bandiera) | C     | Ennio Ori            |
|    | Italia (bandiera) | C     | Claudio Soldati      |
|    | Italia (bandiera) | A     | Francesco Tonarelli  |
|    | Italia (bandiera) | A     | Claudio Trevisan     |
|    | Italia (bandiera) | C     | Raffaello Vernacchia |
|    | Italia (bandiera) | C     | Mario Vivani         |

## Risultati

### Campionato

#### Girone di andata
| 30 settembre 1979 1ª giornata | Modena | 2 – 0 | Pro Patria |  |

| 7 ottobre 1979 2ª giornata | Fanfulla | 1 – 1 | Modena |  |

| 14 ottobre 1979 3ª giornata | Modena | 2 – 1 | Padova |  |

| 21 ottobre 1979 4ª giornata | Trento | 2 – 2 | Modena |  |

| 28 ottobre 1979 5ª giornata | Modena | 1 – 0 | Aurora Desio |  |

| 4 novembre 1979 6ª giornata | Carpi | 0 – 1 | Modena |  |

| 11 novembre 1979 7ª giornata | Modena | 0 – 0 | Mestrina |  |

| 18 novembre 1979 8ª giornata | Pordenone | 1 – 3 | Modena |  |

| 25 novembre 1979 9ª giornata | Modena | 2 – 2 | Monselice |  |

| 2 dicembre 1979 10ª giornata | Modena | 0 – 0 | Legnano |  |

| 9 dicembre 1979 11ª giornata | Conegliano | 2 – 2 | Modena |  |

| 16 dicembre 1979 12ª giornata | Modena | 0 – 0 | Venezia |  |

| 30 dicembre 1979 13ª giornata | Adriese | 1 – 1 | Modena |  |

| 6 gennaio 1980 14ª giornata | Modena | 2 – 1 | Seregno |  |

| 13 gennaio 1980 15ª giornata | Bolzano | 2 – 2 | Modena |  |

| 20 gennaio 1980 16ª giornata | Modena | 2 – 1 | Rhodense |  |

| 27 gennaio 1980 17ª giornata | Arona | 0 – 0 | Modena |  |

#### Girone di ritorno
| 3 febbraio 1980 18ª giornata | Pro Patria | 0 – 1 | Modena |  |

| 10 febbraio 1980 19ª giornata | Modena | 0 – 0 | Fanfulla |  |

| 17 febbraio 1980 20ª giornata | Padova | 1 – 2 | Modena |  |

| 24 febbraio 1980 21ª giornata | Modena | 1 – 1 | Trento |  |

| 2 marzo 1980 22ª giornata | Aurora Desio | 0 – 0 | Modena |  |

| 9 marzo 1980 23ª giornata | Modena | 2 – 0 | Carpi |  |

| 16 marzo 1980 24ª giornata | Mestrina | 1 – 1 | Modena |  |

| 23 marzo 1980 25ª giornata | Modena | 1 – 0 | Pordenone |  |

| 30 marzo 1980 26ª giornata | Monselice | 1 – 3 | Modena |  |

| 13 aprile 1980 27ª giornata | Legnano | 2 – 1 | Modena |  |

| 20 aprile 1980 28ª giornata | Modena | 3 – 0 | Conegliano |  |

| 27 aprile 1980 29ª giornata | Venezia | 0 – 4 | Modena |  |

| 11 maggio 1980 30ª giornata | Modena | 2 – 1 | Adriese |  |

| 18 maggio 1980 31ª giornata | Seregno | 0 – 1 | Modena |  |

| 25 maggio 1980 32ª giornata | Modena | 3 – 0 | Bolzano |  |

| 1º giugno 1980 33ª giornata | Rhodense | 1 – 0 | Modena |  |

| 8 giugno 1980 34ª giornata | Modena | 0 – 0 | Arona |  |